# SMART alagút

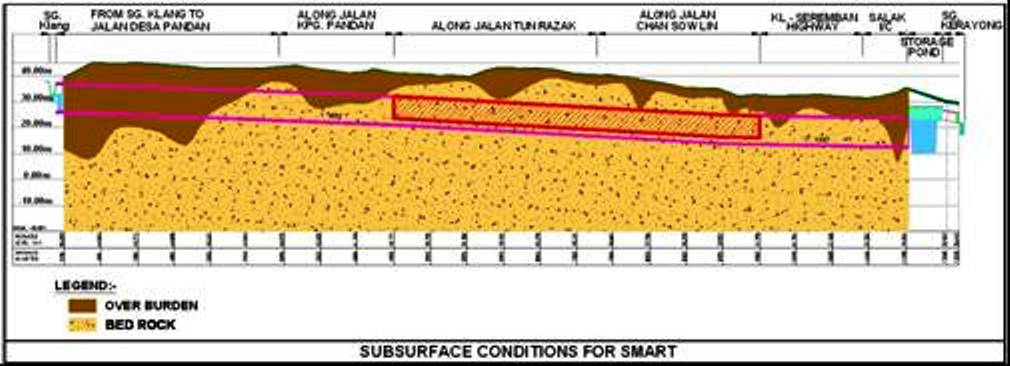
A SMART mérnökgeológiai hosszmetszete

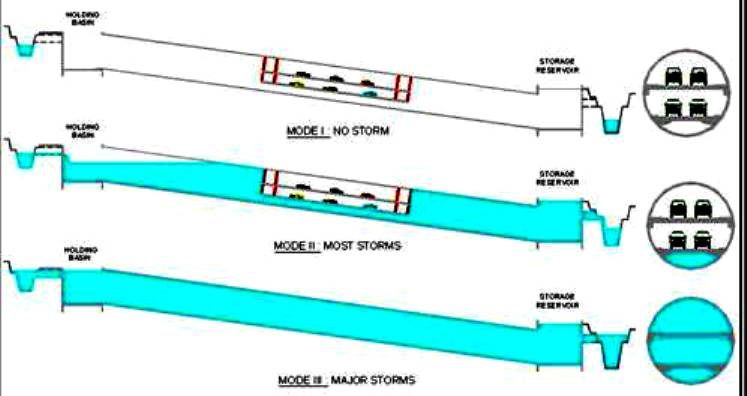
Az alagút három működési módja:
felső = árvízmentes állapot
középső = kisebb árvizek alatt a közúti alagút üzemel
alsó = nagy árvíz esetén közúti forgalom lezárva

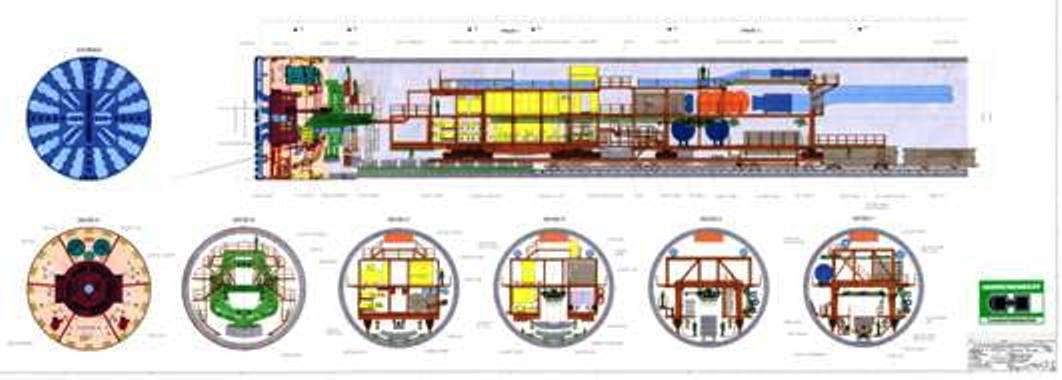
A Herrenknecht fúrópajzs metszetei

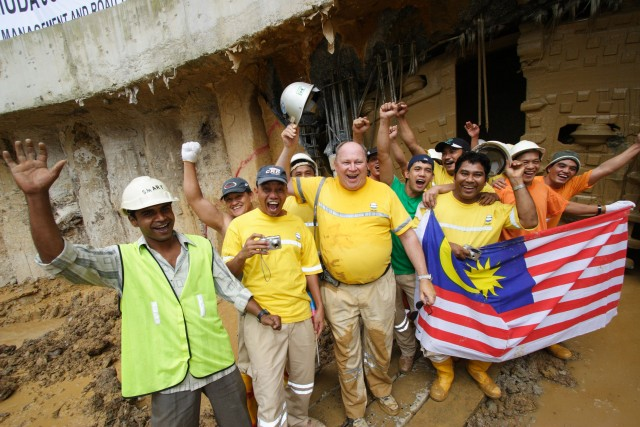
Áttörés. Középen Klados Gusztáv

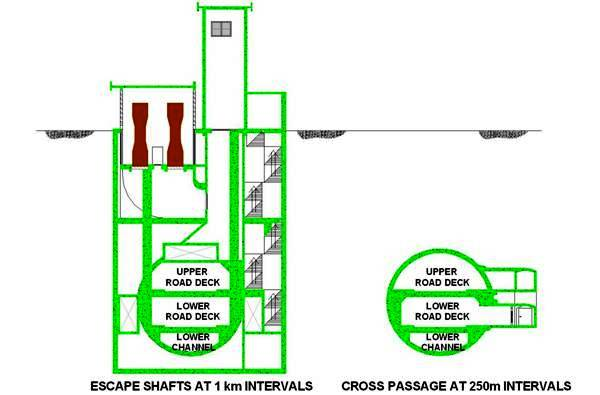
Szellőzőaknák menekülőlépcsőkkel és az útpályák közötti menekülőfolyosók lépcsőházzal

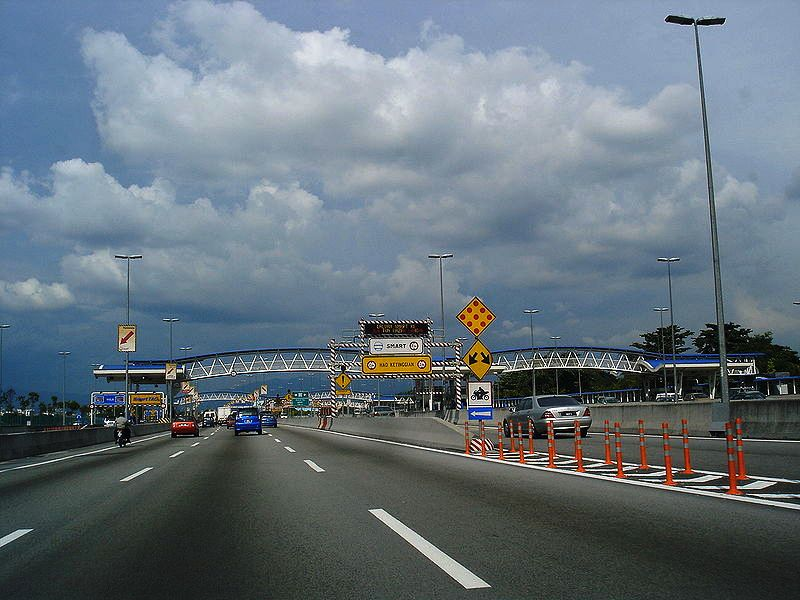
A bejárat

Kuala Lumpur centrumát évente többször elöntötte a hirtelen megáradó Klang folyó. Ilyenkor a közlekedés leállt a centrumban, kocsik rekedtek bent az elöntött mélygarázsokban. Szorosan beépült a belvárosi folyópart, lehetetlenné téve a meder szélesítését. Korábbi tanulmányok javasolták, hogy az árvizek megakadályozására csapolják meg az árvizet egy nagy, 11,83 m belső átmérőjű, 9 km hosszú alagúttal a belvárosi szakasz fölött. Ez lett az Többcélú, autópálya- és árvízelvezető alagút (Stormwater Management and Road Tunnel), röviden SMART alagút.

## Működése
A vízgyűjtő területen felállított érzékelőrendszer előre jelzi az árvizeket. Kisebb árvizek esetén az alagút alsó harmadában levő 19 m² keresztmetszetű szelvényében a víz levonul anélkül, hogy a közúti alagút forgalmát érintené. Nagy szerepet játszik a rendszer 3 000 000 m³-es tárolókapacitása. A rendszer vízelvezető kapacitása a közúti forgalom korlátozása nélkül 18 m³/s, a forgalom lezárása után 280 m³/s.
Nagyobb árvizek előrejelzése esetén a közúti alagutat a közlekedés elől lezárják, kinyitják a kettős tolókapukat és ezzel megnyitják a lehetőséget az alagút teljes keresztmetszetének használatára vízelvezetésre és tárolásra. A hidraulikus tanulmányok szerint a nagyobb, a közúti alagút lezárását igénylő árvizek évente kétszer, háromszor fordulnak elő. A víz levonulása néhány napig tart. Ezután az alagutat speciális gépekkel megtisztítják, szagtalanításra enzimeket használnak, majd egy héten belül a forgalmat újraindítják. Az alagút használata jelentősen lerövidíti a városközpontból a Kuala Lumpur-Seremban déli autópályára való ki- és behajtást.
Közúti csatlakozó műtárgyak épültek a vízszállító alagút és a közúti alagút csatlakozásánál. Az Y alakú szerkezetekben helyezik el a kapukat. Ide érkeznek a útcsatlakozást biztosító rámpák. A vegyeshasználatú alagutat kétfedeles útszerkezet osztja három részre. A legalsó szegmens állandóan rendelkezésre áll vízelvezetésre, a középső és felső szelvényben kétszer két, egyenként 3,35 m széles közlekedő és egy 2,00 m széles leálló sáv épült. A 2,55 m magas szelvények csak személygépkocsik áthaladását teszik lehetővé. A közúti alagútszakaszt két szellőző akna osztja három, nagyjából egyenlő hosszúságú szakaszra. A szellőzőaknák egyben felszínre menekülő lépcsőházakként is szolgálnak. Átlagosan 250 méterenként menekülőfolyosók épültek.
Árvíz esetén a belváros feletti folyószakaszon kapuk terelik a vizet a 8 hektáros felső tározó medencébe és onnan az alagútba. A 9 km hosszú alagút kis esésben halad a városközponttól keletre, nagyjából északkelet-délnyugati irányban. Nagyjából követi az utak nyomvonalát, és - ahol lehetséges - közterület alatt halad. A Malajziában érvényes jogszabályok szerint ugyanis az építtető meg kell vásároljon az alagút nyomvonalában a védőtávolságon belül lévő minden magántulajdonú létesítményt. Az alsó tároló tavat a 22 hektáros Taman Desa bányató kotrásával alakították ki.

## Talajviszonyok
Az alagút nyomvonalában változó vastagságú üledék fedi be a Kuala Lumpur mészkő (márvány) formációt. A kőzetfelszín erősen változó, karsztos, eróziós jellegű. A karsztos területeken a kőzetfelszín hirtelen 20-30 métert is eshet meredek falú völgyeket, üregeket, beomlott üregeket alkotva. A nyomvonal északi szakaszának egy része és a déli szakasz nagy része korábban felszínről, nyitott módszerrel bányászott terület volt. A talajvíz általában 1,5 m-re van a felszín alatt. A márvány vízáteresztő képessége általában alacsony. Drasztikus permeabilitás különbségek lehetnek azonban a karszt üregekben és repedészónákban.
Külön figyelmet érdemelt a várható mérnökgeológiai viszonyok értékelésekor a karsztosodás, a vízmozgás a karsztos üregekben és a talajvízszint süllyedések hatása a felszíni süllyedésekre. A nedves karsztos területen a süllyedések kialakulására nagy hatással van a karsztos üregek léte, elhelyezkedése, főtéjének stabilitása és a karsztos kőzetfelszín. Ez a jelenség a „sinkhole incident” a talajvíz felszín süllyedése következtében stabilitását vesztett karszt üregek beomlásával magyarázható. Magyarországon dolinának nevezik az ilyen víznyelő tölcséreket. Nyilvánvalóan csak azok az alagútépítési munkamódszerek jöhettek számításba, amelyekkel a talajvíz szintjének csökkentése megakadályozható, vagy legalábbis nagymértékben csökkenthető.
Számba jöhető módszerként vizsgálták a pajzsos alagútépítés, fúrás robbantásos vagy jövesztőgépes alagútépítés, lövellt betonos ideiglenes biztosítással, valamint a kitakarásos módszer számos változatát. Minden módszert elvetettek ahol nem találtak elfogadható költségű módszert a víz munkagödörbe áramlásának megakadályozására a karszt üregrendszerekből. Az ennek következtében fellépő süllyedések következményei nem elfogadható kockázatot jelentettek. A vizsgált módszerek közül egyedül a zagyos pajzsos alagútépítés elégítette ki az összes feltételt. Az aknaépítések közben, nagy volumenű injektálási munkák ellenére fellépett süllyedések később igazolták az aggodalmakat. A sikeres pályázatot a német Herrenknecht cég adta be Mixshield-jével. Bár nem ez a pajzs géplánc volt a legolcsóbb, a Herrenknecht ajánlotta a legfejlettebb technológiát és a legrövidebb szállítási határidőt. Két, gyakorlatilag azonos pajzsot szállítottak le három hónapos időkülönbséggel.

## Klados Gusztáv
2002 júniusában kezdte meg Kuala Lumpur-i működését. Feladata az alagút projektvezetőjeként a munkák megterveztetése, vállalatba adása, az építés vezetése lett, az északi szakaszon az alvállalkozót felügyelő „mérnökként”, a déli szakaszon a munka fő-építésvezetőjeként. Dönteni kellett a legmegfelelőbb vonalvezetésről, az alagút építéstechnológiájáról, a munkamódszerek és gépek kiválasztásáról. Elő kellett készíteni, kiírni és lefuttatni a pajzstendert, valamint a civil tendereket. A pajzsgyártás felügyelete is neki jutott. A déli szakasz építéséhez meg kellett találni a specialistákat, felvenni és betanítani a munkásokat. A specialisták közül sokkal dolgozott együtt korábbi munkákon. A specialista kollégák Ausztráliából, Ausztriából, Dél-Afrikából, Franciaországból, Hollandiából, Nagy-Britanniából, Németországból jöttek. A munkásokat a Fülöp-szigetekről, Indiából, Vietnámból toborozták.

## Az alagút
A pajzsokat egy 150 m hosszú, 29 m mély, 18 m széles munkagödörből indították. Az északi szakasz pajzsa 2004 februárjában érkezett a munkahelyre. Négy hónapos szerelés után a pajzsot 2004 május közepén indították. 740 méter fejtése után a pajzs 2004. december 11-én érkezett az északi csatlakozó aknába. A 190 m hosszú műtárgyon átvontatva a pajzsot 2005 februárjában újraindították. 2006 májusában végezték a szétszerelését a felső tározó medence melletti ideiglenes aknában.
A második pajzsot augusztus közepén indították a munkagödör déli végéből. 2005 februárjában, mintegy 900 m alagút megépítése után halad át a déli szellőzőaknán. 2005 júliusában, újabb 900 m megtétele után érkezett a déli csatlakozó aknába. Hasonlóan az északon követett módszerhez átvontatták a 90 m hosszú műtárgyon. Újraindítása után további mintegy 1900 m megtétele után 2006 májusában érkezett meg a déli ideiglenes aknába, ahonnan kiszerelték.
| A pajzs és kiszolgáló rendszer adatai | A pajzs és kiszolgáló rendszer adatai |
| Adatai                                | Méretei                               |
| ------------------------------------- | ------------------------------------- |
| Hossza                                | 9 m                                   |
| Fejtett átmérője                      | 13 285 m                              |
| Lejtése                               | 1:800                                 |
| Minimális ívsugara                    | 250 m                                 |
| Szegmens gyűrű belső átmérője         | 11 830 mm                             |
| Szegmens gyűrű falvastagsága          | 500 mm                                |
| Szegmens gyűrű hossza                 | 1700 mm                               |

| Az alagút és a falazat adatai | Az alagút és a falazat adatai |
| ----------------------------- | ----------------------------- |
| Géptípus                      | Mixshield                     |
| Géplánc hossza                | 71 m                          |
| Pajzs tömege                  | 1500 t                        |
| Trailer tömege                | 1000 t                        |
| Fejtőkerék átmérője           | 13 260 mm                     |
| Pajzs hossza                  | 10 240 mm                     |
| Elektromos berendezések       | 8200 kVA                      |
| Hűtővízcirkuláció             | 180 m³/óra                    |
| Zagycirkuláció                | 2400 m³/óra                   |